# Paul Francis Leibold
Paul Francis Leibold (* 22. Dezember 1914 in Dayton, Ohio, USA; † 1. Juni 1972) war ein US-amerikanischer Geistlicher und römisch-katholischer Erzbischof von Cincinnati.

## Leben
Paul Francis Leibold empfing am 18. Mai 1940 das Sakrament der Priesterweihe für das Erzbistum Cincinnati.
Papst Pius XII. ernannte ihn am 10. April 1958 zum Titularbischof von Trebenna und zum Weihbischof in Cincinnati. Die Bischofsweihe spendete ihm der Erzbischof von Cincinnati, Karl Joseph Alter, am 17. Juni desselben Jahres. Mitkonsekratoren waren der Bischof von Columbis, Clarence George Issenmann, und Weihbischof John Joseph Krol aus Cincinnati.
Leibold nahm an der ersten und vierten Sitzungsperiode des Zweiten Vatikanischen Konzils als Konzilsvater teil.
Am 4. April 1966 ernannte ihn Papst Paul VI. zum Erzbischof von Evansville. Die Amtseinführung fand am 15. Juni desselben Jahres statt. Am 23. Juli 1969 wurde er zum Erzbischof von Cincinnati ernannt und am 2. Oktober in dieses Amt eingeführt.